# Chassagne-Montrachet
 Chassagne-Montrachet  es una población y comuna francesa, en la región de Borgoña, departamento de Côte-d'Or, en el distrito de Beaune y cantón de Nolay.
Tanto el Brigadier General de la Fuerza Aérea de Chile Alberto Bachelet (1922-1974), como su hija, la Presidenta de Chile Michelle Bachelet, tienen como antepasado a Joseph Bachelet Lapierre, un mercader de vino originario de Chassagne-Montrachet, que emigró a Chile en 1860 para trabajar en una viña. En mayo de 2009, Michelle Bachelet visitó Chassagne-Montrachet en el marco de su visita de Estado a Francia.

## Demografía
| 574 | 504 | 446 | 454 | 431 | 472 |
| Para los censos de 1962 a 1999 la población legal corresponde a la población sin duplicidades (Fuente: INSEE [Consultar]) |     |     |     |     |     |